# إعصار تشابالا
 إعصار تشابالا الاستوائي القوي (بالإنجليزية:Cyclone Chapala) هو أقوى إعصار استوائي في المحيط الهندي، وهو أقوى أعصار في بحر العرب يصل لليابسة،  تكوّن تشابالا من منطقة ضغط منخفض في بحر العرب ومن ثم تصاعدت لتتحول إلى منخفض في 28 أكتوبر 2015. وفي اليوم التالي أصبحت عاصفة إعصارية شديدة جداً، تكثفت بسرعة لتصبح «عاصفة إعصارية شديدة القوة» تعادل إعصار من الدرجة الرابعة. واقترح اسم  تشابالا  من قبل بنغلاديش، وهو يعني «لا يهدأ» في اللغة البنغالية.
عبر مركز الإعصار إلى الشمال من جزيرة سقطرى اليمنية صباح الأحد 1 نوفمبر، وهو في ذروة قوّته، مصاحباً لهبوب رياح قوية، وارتفاع في الأمواج لما يقارب 10-13 متر على سواحل الجزيرة، إضافة إلى هطول كميات كبيرة من الأمطار أحدثت فيضانات وسيول جارفة، وعبر الإعصار ساحل المكلا في الساعة الخامسة من فجر الثلاثاء 3 نوفمبر، برياح ذات سرعة قصوى تصل إلى 150
كم/ساعة، وأغرقت أمواج البحر المدينة، وواصل مساره غرباً متحولاً إلى منخفض مداري مروراً من منطقة بلحاف - بروم الساحلية الفاصلة بين محافظتي شبوة وحضرموت،  وتلاشى الإعصار ظهر الثلاثاء 3 نوفمبر.
الأعاصير المدارية الشديدة مثل تشابالا نادرة على بحر العرب، وتكون معظمها ضعيفة وقصيرة الأمد.
في مساء الأحد 1 نوفمبر أعلنت الحكومة اليمنية عدد من المناطق في جزيرة سقطرى «منطقة منكوبة»، جراء الأعاصير التي اجتاحت الجزيرة، وتسببت بتدمير أكثر من 70 منزلاً وتضرر ما لا يقل عن 100 منزل آخر، وإغراق مساحة واسعة من الجزيرة. وتحدثت مصادر اعلامية غير رسمية عن وفاة 3 أشخاص وإصابة 200 شخص في جزيرة سقطرى.
وأعلنت الحكومة حالة الطوارئ في المحافظات الساحلية الجنوبية وهي عدن وأبين وشبوة وحضرموت وأرخبيل سقطرى.

## الرصد الجوي
تشكلت منطقة الضغط المنخفض في المياة الدافئة في بحر العرب في 26 أكتوبر. وعزز ببطء، مما دفع دائرة الارصاد الجوية (الهند) في يوم 28 أكتوبر لتصنيفه كمنخفض جوي.
في وقت لاحق من نفس اليوم، أصدر مركز تحذير الأعاصير تنبية بأن العاصفة أصبحت «منخفض عميق بشدة» (بالإنجليزية: deep depression intensity)‏ وبعد ذلك تحولت إلى إعصار من الدرجة الأولى وقدرت سرعة رياح تشابالا القصوى ب65 عقدة (75 ميلاً في الساعة).
ونظرا لتسجيل الماء الدافئ المرتبطة بظاهرة إل نينيو، اشتدت العاصفة إلى «إعصار شديد» ومن ثم إلى «إعصار شديد جدا» في الساعات التالية. في 30 أكتوبر، بدأت تشابالا مرحلة تكثيف سريع (بالإنجليزية: rapid intensification)‏، وتكثف بسرعة لتصل لمرحلة «عاصفة إعصارية شديدة للغاية» (بالإنجليزية: an extremely severe cyclonic storm)‏ . في الساعات التالية، وصل تشابالا إلى الفئة 4 «الأعاصير المدارية» حيث تجاوزت سرعة الرياح 250 كيلومتر في الساعة (160 ميل/ساعة). بلغت العاصفة ذروتها في وقت لاحق حيث وصلت سرعة الرياح بعد 3 دقائق «215 كم/ساعة (134 ميل/ساعة)» والحد الأدنى للضغط المركزي 940 هـبا (27.76 inHg).
كانت التوقعات الاولية تشر إلى مزيد من التكثيف التي ستحول الإعصار إلى «عاصفة إعصارية فائقة» (بالإنجليزية: a super cyclonic storm)‏، ولكن العاصفة بدأت التوغل في الهواء الجاف مما سبب عائقا لتطورها. وعلى الرغم من محافظتها على العين ذات الثقب وكذلك ربط الركامية، إلا أن تشابالا ضعفت قليلاً في 31 أكتوبر.
ومن المتوقع أن يتراجع تشابالا إلى درجة «عاصفة استوائية» فور دخوله السواحل الجنوبية لليمن مع ساعات ظهر وعصر يوم الثلاثاء.

## معلومات الإعصار

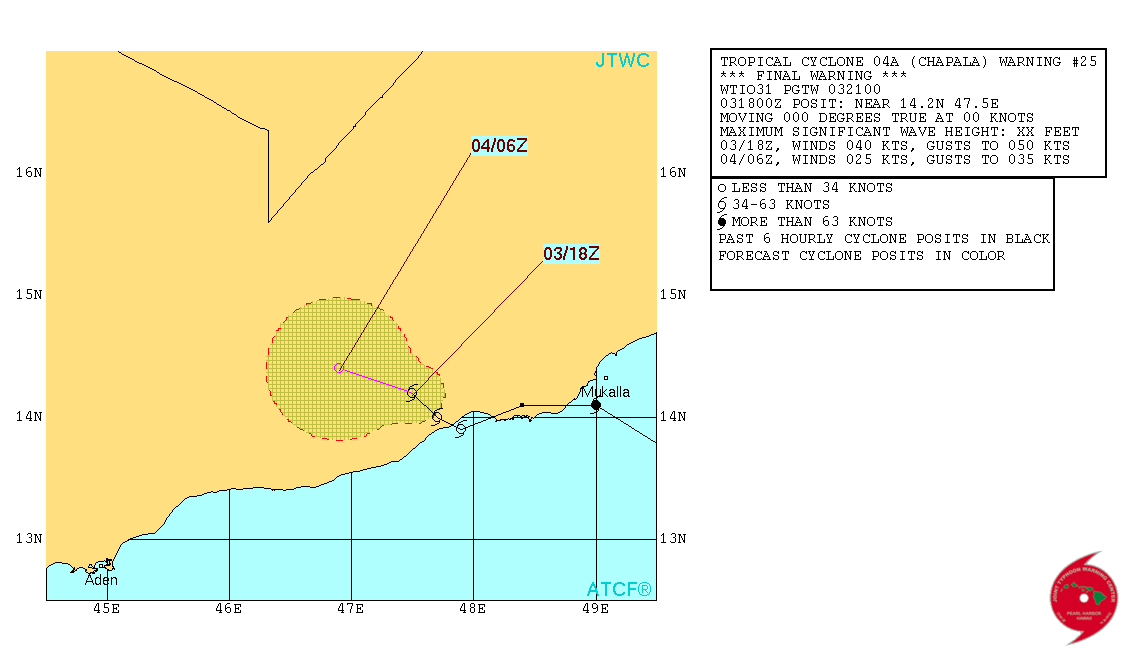
الخريطة المتوقعة للإعصار

اعتبارا من 30 أكتوبر 2015 (09:00 توقيت عالمي) كان تشابالا عاصفة إعصارية شديدة جداً، تعادل قوتها إعصاراً من الدرجة الرابعة، على بعد 780 كـم (480 ميل) جنوب شرقي صلالة في سلطنة عمان، وعلى بعد 1,390 كـم (860 ميل) جنوب غربي مومباي في الهند. وقدرت سرعة الرياح القصوى حينها حوالي 215 كم/ساعة (130 ميل/ساعة)، وبلغت 240 كم/ساعة (150 ميل/ساعة). وبلغ أدنى ضغط جوي 942 باسكال.
وكان من المتوقع أن يتجه الإعصار جنوب غرب ويتحول إلى أعصار فائق متجهاً نحو منطقة سيحوت في محافظة المهرة اليمنية، ولكنه غير مساره غرباً حيث مر بمحاذاة جزيرة سقطرى وجزيرة عبد الكوري وكان حينها يوازي إعصار من الدرجة الثالثة، ومر على بعد 100 كيلو متر في الناحية الشمالية الشرقية من الجزيرة، وأستمر الإعصار في ضرب الجزيرتين ل24 ساعة حتى صباح الأثنين 2 نوفمبر، وأبتعج الإعصار عن جزيرة سقطرى تدريجياً مع ساعات ما بعد ظُهر الاثنين، ولكنه وصل بتأثيراته حينها نحو مُحافظتي شبوة وحضرموت في البرّ الرئيسي لليمن، جالباً الأمطار الغزيرة والأمواج والرياح العاتية.
من المتوقع أن يصل الإعصار إلى البر في الساعات الأولى من الثلاثاء 3 نوفمبر شرق المكلا، برياح ذات سرعة قصوى تصل إلى 120 كم/ساعة، وسيواصل مساره غرباً متحولاً إلى منخفض مداري مروراً من منطقة بلحاف - بروم الساحلية الفاصلة بين محافظتي شبوة وحضرموت،  وتلاشى الإعصار ظهر الثلاثاء 3 نوفمبر.

## الاستعدادات

### اليمن
من المقرر أن يكون تشابالا أقوى الأعاصير المدارية في اليمن، وأثار ذلك مخاوف من فيضانات كارثية خلال الحرب الأهلية 2015. وأشارت الأمم المتحدة إلى أن اليمن في خضم «واحدة من أكبر الأزمات الإنسانية في العالم.» أعلنت الحكومة المعترف بها دولياً والتي تسيطر على معظم جنوب وشرق اليمن توقيف الدراسة في ستة محافظات وهي حضرموت وأرخبيل سقطرى والمهرة وشبوة، وأيقاف الدراسة فيها.
ووجه الرئيس عبد ربه منصور هادي، بتشكيل غرفة عمليات لمواجهة مخاطر اعصار تشابالا، ودعت الهيئة العامة للطيران المدني والأرصاد في اليمن، إلى إخلاء سكان المناطق الساحلية.
في جزيرة سقطرى نقلت ألفين اسرة مكونة من 10 ألف شخص إلى المدارس والمعسكرات البعيدة عن السيول وأمواج البحر الهائجة التي وصلت إلى مناطق سكنية بالقرب من سواحل الجزيرة.

### عمان
صدرت تحذيرات من احتمال حدوث طوفان مفاجئ في سلطنة عمان، ونصح المواطنين والصيادين إلى الابتعاد عن المناطق المنخفضة. وتجنب الخوض في البحر.

## الأضرار

تشابالا عند بلوغه اليابسة فوق اليمن يوم 3 نوفمبر.

في 1 نوفمبر، ضرب تشابالا جزيرة سقطرى وهو أول إعصار يضرب الجزيرة منذ 1922،  ألحق الإعصار أضراراً كبيرة لحقت بالوديان والمنازل في جزيرة سقطرى نتيجة لإقتراب الإعصار من الجزيرة صباح الأحد 1 نوفمبر، واضطر الآلاف من الصيادين للفرار إلى الجبال هرباً من الرياح العاصفة التي بلغت سرعتها 150كم/ساعة، والأمطار وارتفاع وهيجان أمواج البحر، مما دمر قوارب الصيد وألحق أضرارا كبيرة في المنازل القريبة من الشواطئ. وأقتلعت الرياح عدد من الأشجار وغمرت المياه العديد من شوارع جزيرة سقطرى.
وتسبب الإعصار في تعطل خدمة الاتصالات الهاتفية والإنترنت في سقطرى مساء الأحد، لساعات طويلة، الأمر الذي خلق صعوبة كبيرة في التواصل والاطمئنان على سكان الجزيرة.
وبحلول مساء يوم 1 نوفمبر تدمر أكثر من 70 منزلاً وتضرر أكثر من 100 منزل آخر في سقطرى. وتحدثت مصادر اعلامية غير رسمية عن وفاة 3 أشخاص وإصابة 200 شخص في جزيرة سقطرى.

### النازحين
تسبب «إعصار تشابالا» بنزوح 40 ألف شخص على الأقل في أرخبيل سقطرى وحضرموت وشبوة، يضافون إلى 2,305,048 نازح داخل اليمن بفعل الحرب الأهلية اليمنية، ويذكر أن سقطرى وحضرموت والمهرة هي المناطق الوحيدة في اليمن التي لم تصلها نيران الحرب الأهلية، بالإضافة إلى أجزاء من شبوة.

### الأمطار
بدأت العاصفة في جزيرة سقطرى بسقوط خفيف للأمطار وارتفاع الأمواج إلى 8 أمتار صباحاً، ثم ازدادت سرعة الريح في المساء متجاوزة 70 عقدة مقتلعة معها الأشجار. وتسبب الإعصار في مدينة المكلا التي يسقط فيها ما معدله 50 ملم من الأمطار سنوياً، بهطول ما بين 250 - 300 ملم من الأمطار خلال يومين، وهذا يوازي نصيب المدينة من الأمطار لخمس سنوات ونصف. مما أدى لسقوط الحطام واندلاع فيضانات مفاجئة وانقطاع شبكات الطاقة والاتصال.
وشهدت منطقة الخليج العربي أمطاراً غير مسبوقة من حيث كميتها وتكرار سقوطها، شملت المناطق الحدودية لجنوب السعودية.